# پاندورا
پاندورا (به یونانی: Πανδώρα)، در اسطوره‌های یونان، نخستین زن روی زمین، فرض شده‌است. هفائستوس او را به دستور زئوس از آب و گِل ساخت تا پرومتئوس که با انسان‌ها دوستی می‌کرد را مجازات کند. خدایان به او نعمت‌های فراوانی بخشیدند؛ آفرودیته به او زیبایی بخشید، آپولو موسیقی، هرمس باور دینی و هر خدای المپین دیگری نیز به همین ترتیب هدیه‌ای به پاندورا داد. از این رو در پایان هرمس، نام پاندورا به معنی «تمام نعمت‌ها» را روی او می‌گذارد.
پرومتئوس او را از زئوس نپذیرفت. اما برادرش اپیمتئوس او را به همسری برگزید. پاندروا دَرِ جعبه‌ای که گفته شده بود هرگز نگشاید، گشود و مصیبت‌ها بر روی زمین پراکنده شد. تنها، امید، در جعبه باقی‌ماند تا آرام‌بخش بشر باشد. هر چند، برگردان و ترجمه نادرست از واژه پیتوس (یک نوع کوزه بزرگ سفالی) باعث گردید تا این واژه در تاریخ با عنوان جعبه ثبت گردد. این اشتباه از آنجا سرچشمه گرفت که در سده شانزدهم میلادی دسیدریوس اراسموس، ترجمه داستان هزیود از این ماجرا را که به زبان لاتین بود انجام داد، اراسموس به جای اشارهٔ به پیتوس، از واژه جعبه استفاده کرد در حالی که، پیتوس مد نظر هزیود، سفال‌هایی بود که تا نیمه در زمین قرار می‌دادند و از آنها برای نگهداری شراب، روغن یا دانه‌های غلات استفاده می‌کردند. واژه پیتوس در عین‌حال می‌توانست اشاره به خمره‌های مراسم ترحیم هم داشته باشد. در هر صورت اراسموس، واژه پیتوس را به پیکسیس ترجمه کرد که مترادف با جعبه بود و به همین مناسبت، عبارت جعبه پاندورا از آن زمان تاکنون دوام داشته‌است.

## نگارخانه

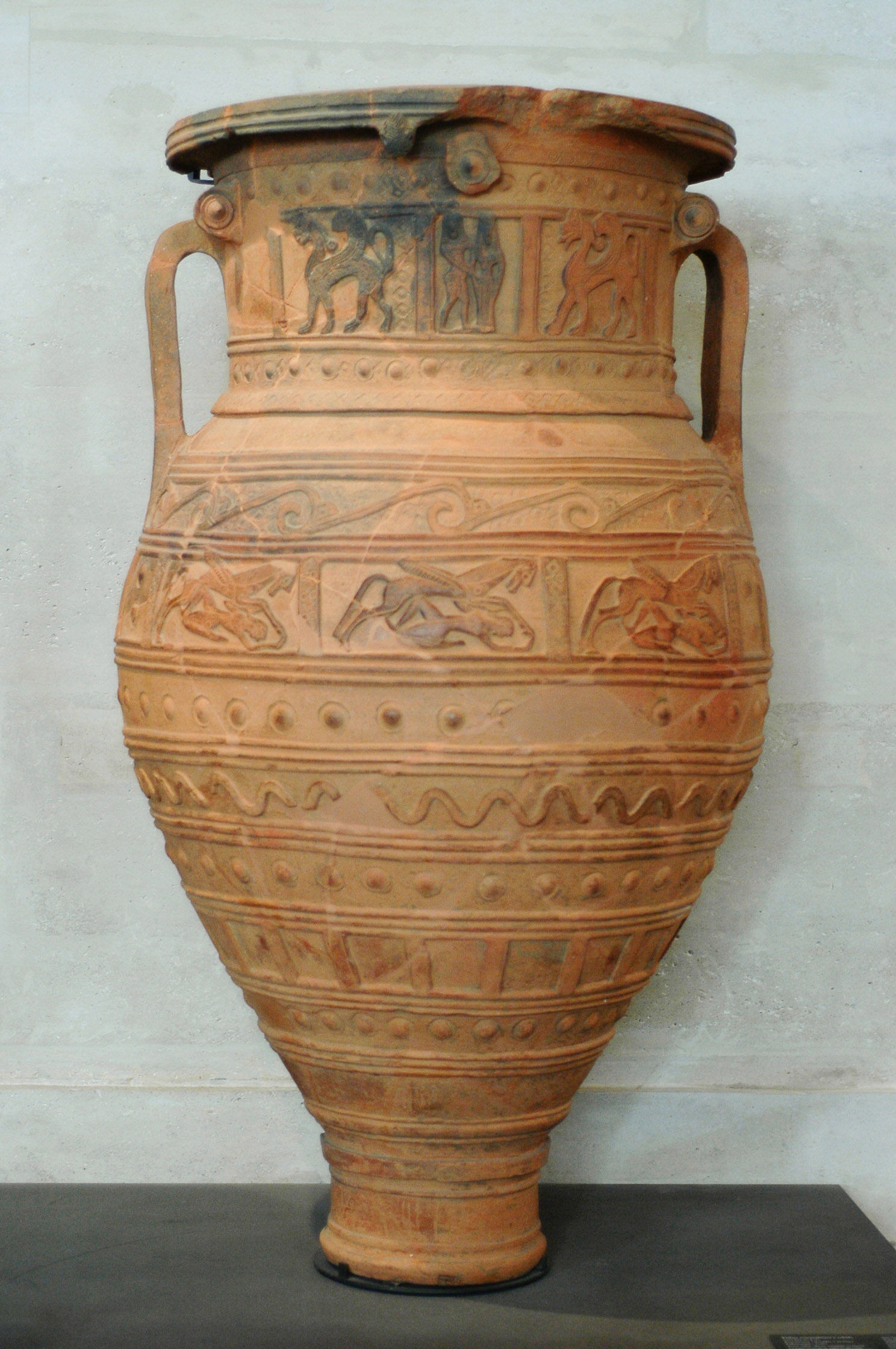
جعبه پاندورا در اصل، اشاره به پیتوس‌های باستانی دارد که به اشتباه با عنوان جعبه ترجمه شد